# Liste der Nummer-eins-Hits in Norwegen (2015)
Diese Liste der Nummer-eins-Hits basiert auf der offiziellen norwegischen VG-Lista (Top 40 Singles und Alben [bis Woche 43: Singles Top 20]) im Jahr 2015, veröffentlicht durch IFPI Norwegen.

## Singles
| ← 2014 ← | Liste der Nummer-eins-Hits in Norwegen | Liste der Nummer-eins-Hits in Norwegen | Liste der Nummer-eins-Hits in Norwegen | 2016 → |
| \| Zeitraum \| Wo. ges. \| Interpret \| Titel Autor(en) \| Zusätzliche Informationen \| \| (Zeitraum, Wochen auf Platz eins, Interpret, Titel, Autor[en], zusätzliche Informationen) \| \| \| \| \| \| ----------------------------------------------------------------------------------------- \| -------- \| ------------------------------------ \| ---------------------------------------------------------------------------------------------------------------------------------------------------- \| ----------------------------------------------------------------------------------------------------------------------------------------------------------------------------------------------------------------------------------------------------------------------------------------------------- \| \| 50. Woche 2014 – 3. Woche 2015 6 Wochen \| 6 \| Kygo feat. Conrad \| Firestone Conrad Sewell, Kyrre Gørvell-Dahll \| Als Remixer hatte der DJ aus Bergen bereits zum Nummer-eins-Hit von Seinabo Sey im Vorjahr beigetragen, seine erste eigene Single sprang ebenfalls an die Chartspitze. \| \| 4.–6. Woche 3 Wochen \| 3 \| Freddy Kalas \| Pinne for landet \| Nachdem DJ Broiler schon 2012 mit dem winterlichen Partyhit Afterski den Durchbruch geschafft hatte, nahm Fredrik Auke, Bruder der eine Hälfte des Broiler-Duos, einen ähnlichen Song auf und landete damit drei Jahre später ebenfalls auf Platz eins.[1] \| \| 7.–11. Woche 5 Wochen \| 5 \| Ellie Goulding \| Love Me like You Do Max Martin, Savan Kotecha, Ali Payami, Tove Nilsson, Ilya Salmanzadeh \| Mit Burn war die Britin zwei Jahre zuvor bereits auf Platz zwei gewesen, ihr Beitrag zum vieldiskutierten Film Fifty Shades of Grey wurde in diesem Jahr ein internationaler Tophit. \| \| 12. Woche 1 Woche \| 1 \| Rihanna, Kanye West & Paul McCartney \| Four Five Seconds Kanye West, Paul McCartney, Kirby Lauryen, Mike Dean, Tyrone Griffin, Dave Longstreth, Dallas Austin, Elon Rutberg, Noah Goldstein \| Neun Nummer-eins-Hits und 45 Top-10-Platzierungen hatten die drei Musiker davor unabhängig voneinander in Norwegen erreicht. In vielen Ländern erreichte das Trio die Top 5, aber in Skandinavien waren die drei Musiker besonders erfolgreich. \| \| 13.–15. Woche 3 Wochen (insgesamt 6) \| 6 \| Kygo feat. Parson James \| Stole the Show Ashton Parson, Kyrre Gørvell-Dahll, Kyle Kelso, Marli Harwood, Michael Harwood \| Zum dritten Mal innerhalb eines Jahres war der Newcomer-DJ damit auf Platz 1, einmal davon als Remixer. \| \| 16.–20. Woche 5 Wochen \| 5 \| Wiz Khalifa feat. Charlie Puth \| See You Again Justin Franks, Cameron Thomaz, Andrew Cedar, Charles Puth \| Zwei Jahre zuvor hatte der US-Rapper seinen letzten Hit mit einem Lied aus dem Film Fast & Furious 6: We Own It kam auf Platz 10. Der siebte Teil bescherte ihm jetzt seinen ersten Nummer-eins-Hit. 2012 war Wiz Khalifa auch schon mit Songbeteiligungen zweimal in den Top 10 in Norwegen gewesen. \| \| 21.–23. Woche 3 Wochen (insgesamt 6) \| 6 \| Kygo feat. Parson James \| Stole the Show Ashton Parson, Kyrre Gørvell-Dahll, Kyle Kelso, Marli Harwood, Michael Harwood \| – \| \| 24.–25. Woche 2 Wochen \| 2 \| Avicii \| Waiting for Love Simon Aldred, Salem Al Fakir, Tim Bergling, Vincent Pontare, Martin Garrix \| Zum vierten Mal erreichte der DJ aus dem Nachbarland Schweden Platz eins. \| \| 26.–31. Woche 6 Wochen \| 6 \| Morgan Sulele \| Bare min Magnus Clausen, Jens Hjertø, Jesper Borgen \| Der Norweger hatte mit seiner ersten Single noch nicht die Top 20 erreicht, da wurde er als Ersatz für Jess Glynne für einen Auftritt vor 70.000 Zuschauern auf dem Rådhusplassen in Oslo engagiert.[2][3] Danach wurde sein Lied zum Sommerhit in Norwegen. \| \| 32.–35. Woche 4 Wochen \| 4 \| Kygo feat. Will Heard \| Nothing Left Will Heard, Kyrre Gørvell-Dahll \| Drei Nummer-eins-Hits in einem Kalenderjahr hatte in Norwegen zuletzt Flo Rida 2012. \| \| 36.–40. Woche 5 Wochen \| 5 \| Justin Bieber \| What Do You Mean? Jason Boyd, Mason Levy, Justin Bieber \| Bereits 16 Singles (zwei als Gastsänger) hatte der Kanadier davor in den norwegischen Top 20 platziert, zehn in den Top 10 und dreimal stand er schon auf Platz 2. Fünf Jahre nach seinem Debüt stand er jetzt erstmals an der Chartspitze. \| \| 41.–43. Woche 3 Wochen \| 3 \| Mike Posner \| I Took a Pill in Ibiza (SeeB Remix) Michael Robert Henrion Posner \| Fünf Jahre nach seinem ersten Hit Cooler Than Me – Platz 8 in Norwegen – folgte der zweite noch größere Hit. In Norwegen stand das Lied an der Spitze, noch bevor es in anderen Ländern veröffentlicht worden war. \| \| 44.–50. Woche 7 Wochen \| 7 \| Adele \| Hello Greg Kurstin, Adele Adkins \| Mit Chasing Pavements hatte Adele 2008 ihren Durchbruch und war in Norwegen mit Platz eins noch erfolgreicher als in ihrer Heimat England. Danach dauerte es allerdings sieben Jahre bis zur zweiten Topplatzierung. \| \| 51. Woche 2015 – 11. Woche 2016 14 Wochen \| 14 \| Alan Walker \| Faded Anders Froen, Gunnar Greve Pettersen, Alan Walker, Jesper Borgen \| – \| |                                        |                                        | | |
| ← 2014 |                                        |                                        | | → 2016 → |
| Zeitraum | Wo. ges.                               | Interpret                              | Titel Autor(en) | Zusätzliche Informationen |
| (Zeitraum, Wochen auf Platz eins, Interpret, Titel, Autor[en], zusätzliche Informationen) |                                        |                                        | | |
| 50. Woche 2014 – 3. Woche 2015 6 Wochen | 6                                      | Kygo feat. Conrad                      | Firestone Conrad Sewell, Kyrre Gørvell-Dahll | Als Remixer hatte der DJ aus Bergen bereits zum Nummer-eins-Hit von Seinabo Sey im Vorjahr beigetragen, seine erste eigene Single sprang ebenfalls an die Chartspitze. |
| 4.–6. Woche 3 Wochen | 3                                      | Freddy Kalas                           | Pinne for landet | Nachdem DJ Broiler schon 2012 mit dem winterlichen Partyhit Afterski den Durchbruch geschafft hatte, nahm Fredrik Auke, Bruder der eine Hälfte des Broiler-Duos, einen ähnlichen Song auf und landete damit drei Jahre später ebenfalls auf Platz eins.                                               |
| 7.–11. Woche 5 Wochen | 5                                      | Ellie Goulding                         | Love Me like You Do Max Martin, Savan Kotecha, Ali Payami, Tove Nilsson, Ilya Salmanzadeh                                                            | Mit Burn war die Britin zwei Jahre zuvor bereits auf Platz zwei gewesen, ihr Beitrag zum vieldiskutierten Film Fifty Shades of Grey wurde in diesem Jahr ein internationaler Tophit. |
| 12. Woche 1 Woche | 1                                      | Rihanna, Kanye West & Paul McCartney   | Four Five Seconds Kanye West, Paul McCartney, Kirby Lauryen, Mike Dean, Tyrone Griffin, Dave Longstreth, Dallas Austin, Elon Rutberg, Noah Goldstein | Neun Nummer-eins-Hits und 45 Top-10-Platzierungen hatten die drei Musiker davor unabhängig voneinander in Norwegen erreicht. In vielen Ländern erreichte das Trio die Top 5, aber in Skandinavien waren die drei Musiker besonders erfolgreich.                                                       |
| 13.–15. Woche 3 Wochen (insgesamt 6) | 6                                      | Kygo feat. Parson James                | Stole the Show Ashton Parson, Kyrre Gørvell-Dahll, Kyle Kelso, Marli Harwood, Michael Harwood                                                        | Zum dritten Mal innerhalb eines Jahres war der Newcomer-DJ damit auf Platz 1, einmal davon als Remixer. |
| 16.–20. Woche 5 Wochen | 5                                      | Wiz Khalifa feat. Charlie Puth         | See You Again Justin Franks, Cameron Thomaz, Andrew Cedar, Charles Puth                                                                              | Zwei Jahre zuvor hatte der US-Rapper seinen letzten Hit mit einem Lied aus dem Film Fast & Furious 6: We Own It kam auf Platz 10. Der siebte Teil bescherte ihm jetzt seinen ersten Nummer-eins-Hit. 2012 war Wiz Khalifa auch schon mit Songbeteiligungen zweimal in den Top 10 in Norwegen gewesen. |
| 21.–23. Woche 3 Wochen (insgesamt 6) | 6                                      | Kygo feat. Parson James                | Stole the Show Ashton Parson, Kyrre Gørvell-Dahll, Kyle Kelso, Marli Harwood, Michael Harwood                                                        | – |
| 24.–25. Woche 2 Wochen | 2                                      | Avicii                                 | Waiting for Love Simon Aldred, Salem Al Fakir, Tim Bergling, Vincent Pontare, Martin Garrix                                                          | Zum vierten Mal erreichte der DJ aus dem Nachbarland Schweden Platz eins. |
| 26.–31. Woche 6 Wochen | 6                                      | Morgan Sulele                          | Bare min Magnus Clausen, Jens Hjertø, Jesper Borgen                                                                                                  | Der Norweger hatte mit seiner ersten Single noch nicht die Top 20 erreicht, da wurde er als Ersatz für Jess Glynne für einen Auftritt vor 70.000 Zuschauern auf dem Rådhusplassen in Oslo engagiert. Danach wurde sein Lied zum Sommerhit in Norwegen.                                                |
| 32.–35. Woche 4 Wochen | 4                                      | Kygo feat. Will Heard                  | Nothing Left Will Heard, Kyrre Gørvell-Dahll | Drei Nummer-eins-Hits in einem Kalenderjahr hatte in Norwegen zuletzt Flo Rida 2012. |
| 36.–40. Woche 5 Wochen | 5                                      | Justin Bieber                          | What Do You Mean? Jason Boyd, Mason Levy, Justin Bieber                                                                                              | Bereits 16 Singles (zwei als Gastsänger) hatte der Kanadier davor in den norwegischen Top 20 platziert, zehn in den Top 10 und dreimal stand er schon auf Platz 2. Fünf Jahre nach seinem Debüt stand er jetzt erstmals an der Chartspitze.                                                           |
| 41.–43. Woche 3 Wochen | 3                                      | Mike Posner                            | I Took a Pill in Ibiza (SeeB Remix) Michael Robert Henrion Posner                                                                                    | Fünf Jahre nach seinem ersten Hit Cooler Than Me – Platz 8 in Norwegen – folgte der zweite noch größere Hit. In Norwegen stand das Lied an der Spitze, noch bevor es in anderen Ländern veröffentlicht worden war.                                                                                    |
| 44.–50. Woche 7 Wochen | 7                                      | Adele                                  | Hello Greg Kurstin, Adele Adkins | Mit Chasing Pavements hatte Adele 2008 ihren Durchbruch und war in Norwegen mit Platz eins noch erfolgreicher als in ihrer Heimat England. Danach dauerte es allerdings sieben Jahre bis zur zweiten Topplatzierung.                                                                                  |
| 51. Woche 2015 – 11. Woche 2016 14 Wochen | 14                                     | Alan Walker                            | Faded Anders Froen, Gunnar Greve Pettersen, Alan Walker, Jesper Borgen                                                                               | – |

## Alben
| ← 2014 ← | Liste der Nummer-eins-Hits in Norwegen | Liste der Nummer-eins-Hits in Norwegen | Liste der Nummer-eins-Hits in Norwegen | 2016 → |
| \| Zeitraum \| Wo. ges. \| Interpret \| Titel \| Zusätzliche Informationen \| \| (Zeitraum, Wochen auf Platz eins, Interpret, Titel, zusätzliche Informationen) \| \| \| \| \| \| ------------------------------------------------------------------------------ \| -------- \| ---------------------- \| -------------------------------------- \| -------------------------------------------------------------------------------------------------------------------------------------------------------------------------------------------------------------------------------------------------------------------- \| \| 51. Woche 2014 – 1. Woche 2015 3 Wochen (insgesamt 29) \| 29 \| Kurt Nilsen \| Have Yourself a Merry Little Christmas \| Nach fünf Wochen 2010 und vier Wochen 2013 hielt sich das alljährliche Weihnachtsalbum des norwegischen World Idols drei Wochen an der Chartspitze. \| \| 2.–6. Woche 5 Wochen (insgesamt 14) \| 14 \| Ed Sheeran \| × \| Bereits im Sommer 2014 stand das Album des Jahres acht Wochen auf Platz eins, zu Beginn des neuen Jahres kehrte es wieder an die Spitze zurück. \| \| 7. Woche 1 Woche \| 1 \| Bob Dylan \| Shadows in the Night \| Seit Chartbeginn 1967 konnte der US-Musiker bereits 50 Alben in den norwegischen Charts platzieren. Sein 51. Album war sein achtes Nummer-eins-Album \| \| 8. Woche 1 Woche \| 1 \| Thåström \| Den morronen \| Bereits seit dem Ende seiner Band Imperiet war der schwedische Sänger in seiner Heimat sehr erfolgreich. In Norwegen war er erst ab 2009 in den Charts und erreichte jetzt mit seinem dritten Chartalbum erstmals Platz eins. \| \| 9.–10. Woche 2 Wochen (insgesamt 3) \| 3 \| Susanne Sundfør \| Ten Love Songs \| Zum dritten Mal in Folge stand die Musikerin aus Norwegens Südwesten auf Platz eins. Erstmals war sie mit einem Album auch im Ausland erfolgreich. \| \| 11. Woche 1 Woche \| 1 \| Morten Abel \| I fullt alvor \| Zu Beginn seiner Solokarriere Ende der 1990er, Anfang der 2000er Jahre hatte der Popmusiker seine erfolgreichste Zeit. Nach einer neunjährigen Chartpause kehrte er mit seinem vierten Nummer-eins-Album zurück. \| \| 12. Woche 1 Woche (insgesamt 3) \| 3 \| Susanne Sundfør \| Ten Love Songs \| – \| \| 13.–15. Woche 3 Wochen \| 3 \| Mark Knopfler \| Tracker \| Mit allen acht Soloalben war der britische Gitarrist entweder auf Platz eins oder auf Platz zwei in Norwegen. Inklusive eines Kollaborationsalbums war dies Knopflers siebtes Nummer-eins-Album. \| \| 16. Woche 1 Woche (insgesamt 14) \| 14 \| Ed Sheeran \| × \| – \| \| 17. Woche 1 Woche \| 1 \| Seigmen \| Enola \| Zwanzig Jahre zuvor stand die Band erstmals auf Platz eins der norwegischen Albumcharts. Nach der zwischenzeitlichen Auflösung kamen sie bereits 2006 wieder zusammen, aber erst jetzt veröffentlichten sie ein weiteres Studioalbum, ihr drittes Nummer-eins-Album. \| \| 18.–19. Woche 2 Wochen \| 2 \| Shawn Mendes \| Handwritten \| Der kanadische Internetstar war außer in Nordamerika und auf der iberischen Halbinsel, wo seine Wurzeln liegen, vor allem in Skandinavien erfolgreich. Außer in Kanada und den USA erreichte das Debütalbum nur in Norwegen Platz eins. \| \| 20. Woche 1 Woche \| 1 \| Mumford & Sons \| Wilder Mind \| Nach dem Album Babel im Jahr 2012 stand die britische Folkband zum zweiten Mal auf Platz eins. \| \| 21. Woche 1 Woche \| 1 \| Mari & Håkon Samuelsen \| James Horner: Pas de deux \| Mit Geige und Cello spielt das norwegische Geschwisterpaar orchestrale Musik, die der Filmkomponist James Horner eigens für sie geschrieben hat. \| \| 22. Woche 1 Woche \| 1 \| Vassendgutane \| Skru opp!! \| Seit 15 Jahren veröffentlichte die Country-Dansband Alben, ihr drittes Nummer-eins-Album war ihr zweiter Spitzenreiter in Folge. \| \| 23.–24. Woche 2 Wochen \| 2 \| Flo Rida \| My House \| Das letzte Album des US-Rappers hatte 2012 drei Nummer-eins-Singles hervorgebracht, war aber nur auf Platz 39 der Charts gelandet. Mit diesem 7-Track-Album war er nur in Norwegen so erfolgreich, dass es für Platz eins reichte. \| \| 25. Woche 1 Woche \| 1 \| Muse \| Drones \| Vor 15 Jahren stand die Band erstmals in den norwegischen Charts, ihr zehntes Chartalbum war ihr drittes Studioalbum in Folge auf Platz eins. \| \| 26.–35. Woche 10 Wochen \| 10 \| Jason Derulo \| Everything Is 4 \| Wie zuvor Flo Rida war auch Derulo in keinem Land annähernd so erfolgreich wie in Norwegen. Bereits zwei Jahre zuvor hatte der US-Sänger mit dem Album Tattoos einen ähnlichen einzigartigen Erfolg gehabt. \| \| 36. Woche 1 Woche (insgesamt 3) \| 3 \| The Weeknd \| Beauty Behind the Madness \| Zwei Top-10-Singles trugen dazu bei, dass dem Kanadier der Sprung an die Chartspitze gelang. Das Debütalbum Kiss Land war zwei Jahre zuvor nicht über Platz 25 hinausgekommen. \| \| 37. Woche 1 Woche \| 1 \| Iron Maiden \| The Book of Souls \| 23 Mal in 35 Jahren standen die Metalrocker in den norwegischen Charts, zum zweiten Mal erreichten sie Platz eins. \| \| 38. Woche 1 Woche (insgesamt 3) \| 3 \| The Weeknd \| Beauty Behind the Madness \| – \| \| 39.–40. Woche 2 Wochen \| 2 \| David Gilmour \| Rattle That Lock \| Für den Pink-Floyd-Frontmann ist es das zweite Soloalbum an der Spitze nach On an Island 2006. \| \| 41. Woche 1 Woche \| 1 \| Avicii \| Stories \| Das Debüt-Nummer-eins-Album True war gerade erst nach 100 Wochen aus den norwegischen Charts gefallen, da übernahm Album Nummer zwei die Spitzenposition. \| \| 42. Woche 1 Woche \| 1 \| Odd Nordstoga \| Dette landet \| Zum vierten Mal in Folge und zum fünften Mal insgesamt stand Nordstoga in 12 Jahren an der Chartspitze. \| \| 43. Woche 1 Woche \| 1 \| Vamp \| Populas \| Seit 10 Jahren erreichte jedes Album der Band aus Haugesund Platz eins, zum siebten Mal in Folge stand sie an der Spitze. \| \| 44. Woche 1 Woche \| 1 \| 5 Seconds of Summer \| Sounds Good, Feels Good \| Auch das Debütalbum der australischen Boygroup im Jahr zuvor hatte Platz eins erreicht. \| \| 45. Woche 1 Woche (insgesamt 3) \| 3 \| The Weeknd \| Beauty Behind the Madness \| – \| \| 46. Woche 1 Woche \| 1 \| Marcus & Martinus \| Hei \| Die eineiigen Zwillinge gewannen 2012 den norwegischen Jugendwettbewerb Melodi Grand Prix Junior und brachten im März 2015 ihr erstes Album heraus. Mitte des Jahres stieg das Album bis in die Top 10 und nach 36 Wochen in den Charts erreichte es Platz eins. \| \| 47. Woche 1 Woche (insgesamt 2) \| 2 \| Justin Bieber \| Purpose \| Einmal stand der Kanadier schon auf Platz eins: 2012 mit Believe. \| \| 48.–49. Woche 2 Wochen (insgesamt 7) \| 7 \| Adele \| 25 \| – \| \| 50. Woche 1 Woche \| 1 \| Coldplay \| A Head Full of Dreams \| – \| \| 51. Woche 2015 – 1. Woche 2016 4 Wochen (insgesamt 7) \| 7 \| Adele \| 25 \| – \| |                                        |                                        |                                        | |
| ← 2014 |                                        |                                        |                                        | → 2016 → |
| Zeitraum | Wo. ges.                               | Interpret                              | Titel                                  | Zusätzliche Informationen |
| (Zeitraum, Wochen auf Platz eins, Interpret, Titel, zusätzliche Informationen) |                                        |                                        |                                        | |
| 51. Woche 2014 – 1. Woche 2015 3 Wochen (insgesamt 29) | 29                                     | Kurt Nilsen                            | Have Yourself a Merry Little Christmas | Nach fünf Wochen 2010 und vier Wochen 2013 hielt sich das alljährliche Weihnachtsalbum des norwegischen World Idols drei Wochen an der Chartspitze. |
| 2.–6. Woche 5 Wochen (insgesamt 14) | 14                                     | Ed Sheeran                             | ×                                      | Bereits im Sommer 2014 stand das Album des Jahres acht Wochen auf Platz eins, zu Beginn des neuen Jahres kehrte es wieder an die Spitze zurück. |
| 7. Woche 1 Woche | 1                                      | Bob Dylan                              | Shadows in the Night                   | Seit Chartbeginn 1967 konnte der US-Musiker bereits 50 Alben in den norwegischen Charts platzieren. Sein 51. Album war sein achtes Nummer-eins-Album |
| 8. Woche 1 Woche | 1                                      | Thåström                               | Den morronen                           | Bereits seit dem Ende seiner Band Imperiet war der schwedische Sänger in seiner Heimat sehr erfolgreich. In Norwegen war er erst ab 2009 in den Charts und erreichte jetzt mit seinem dritten Chartalbum erstmals Platz eins.                                        |
| 9.–10. Woche 2 Wochen (insgesamt 3) | 3                                      | Susanne Sundfør                        | Ten Love Songs                         | Zum dritten Mal in Folge stand die Musikerin aus Norwegens Südwesten auf Platz eins. Erstmals war sie mit einem Album auch im Ausland erfolgreich. |
| 11. Woche 1 Woche | 1                                      | Morten Abel                            | I fullt alvor                          | Zu Beginn seiner Solokarriere Ende der 1990er, Anfang der 2000er Jahre hatte der Popmusiker seine erfolgreichste Zeit. Nach einer neunjährigen Chartpause kehrte er mit seinem vierten Nummer-eins-Album zurück.                                                     |
| 12. Woche 1 Woche (insgesamt 3) | 3                                      | Susanne Sundfør                        | Ten Love Songs                         | – |
| 13.–15. Woche 3 Wochen | 3                                      | Mark Knopfler                          | Tracker                                | Mit allen acht Soloalben war der britische Gitarrist entweder auf Platz eins oder auf Platz zwei in Norwegen. Inklusive eines Kollaborationsalbums war dies Knopflers siebtes Nummer-eins-Album.                                                                     |
| 16. Woche 1 Woche (insgesamt 14) | 14                                     | Ed Sheeran                             | ×                                      | – |
| 17. Woche 1 Woche | 1                                      | Seigmen                                | Enola                                  | Zwanzig Jahre zuvor stand die Band erstmals auf Platz eins der norwegischen Albumcharts. Nach der zwischenzeitlichen Auflösung kamen sie bereits 2006 wieder zusammen, aber erst jetzt veröffentlichten sie ein weiteres Studioalbum, ihr drittes Nummer-eins-Album. |
| 18.–19. Woche 2 Wochen | 2                                      | Shawn Mendes                           | Handwritten                            | Der kanadische Internetstar war außer in Nordamerika und auf der iberischen Halbinsel, wo seine Wurzeln liegen, vor allem in Skandinavien erfolgreich. Außer in Kanada und den USA erreichte das Debütalbum nur in Norwegen Platz eins.                              |
| 20. Woche 1 Woche | 1                                      | Mumford & Sons                         | Wilder Mind                            | Nach dem Album Babel im Jahr 2012 stand die britische Folkband zum zweiten Mal auf Platz eins. |
| 21. Woche 1 Woche | 1                                      | Mari & Håkon Samuelsen                 | James Horner: Pas de deux              | Mit Geige und Cello spielt das norwegische Geschwisterpaar orchestrale Musik, die der Filmkomponist James Horner eigens für sie geschrieben hat. |
| 22. Woche 1 Woche | 1                                      | Vassendgutane                          | Skru opp!!                             | Seit 15 Jahren veröffentlichte die Country-Dansband Alben, ihr drittes Nummer-eins-Album war ihr zweiter Spitzenreiter in Folge. |
| 23.–24. Woche 2 Wochen | 2                                      | Flo Rida                               | My House                               | Das letzte Album des US-Rappers hatte 2012 drei Nummer-eins-Singles hervorgebracht, war aber nur auf Platz 39 der Charts gelandet. Mit diesem 7-Track-Album war er nur in Norwegen so erfolgreich, dass es für Platz eins reichte.                                   |
| 25. Woche 1 Woche | 1                                      | Muse                                   | Drones                                 | Vor 15 Jahren stand die Band erstmals in den norwegischen Charts, ihr zehntes Chartalbum war ihr drittes Studioalbum in Folge auf Platz eins. |
| 26.–35. Woche 10 Wochen | 10                                     | Jason Derulo                           | Everything Is 4                        | Wie zuvor Flo Rida war auch Derulo in keinem Land annähernd so erfolgreich wie in Norwegen. Bereits zwei Jahre zuvor hatte der US-Sänger mit dem Album Tattoos einen ähnlichen einzigartigen Erfolg gehabt.                                                          |
| 36. Woche 1 Woche (insgesamt 3) | 3                                      | The Weeknd                             | Beauty Behind the Madness              | Zwei Top-10-Singles trugen dazu bei, dass dem Kanadier der Sprung an die Chartspitze gelang. Das Debütalbum Kiss Land war zwei Jahre zuvor nicht über Platz 25 hinausgekommen.                                                                                       |
| 37. Woche 1 Woche | 1                                      | Iron Maiden                            | The Book of Souls                      | 23 Mal in 35 Jahren standen die Metalrocker in den norwegischen Charts, zum zweiten Mal erreichten sie Platz eins. |
| 38. Woche 1 Woche (insgesamt 3) | 3                                      | The Weeknd                             | Beauty Behind the Madness              | – |
| 39.–40. Woche 2 Wochen | 2                                      | David Gilmour                          | Rattle That Lock                       | Für den Pink-Floyd-Frontmann ist es das zweite Soloalbum an der Spitze nach On an Island 2006. |
| 41. Woche 1 Woche | 1                                      | Avicii                                 | Stories                                | Das Debüt-Nummer-eins-Album True war gerade erst nach 100 Wochen aus den norwegischen Charts gefallen, da übernahm Album Nummer zwei die Spitzenposition. |
| 42. Woche 1 Woche | 1                                      | Odd Nordstoga                          | Dette landet                           | Zum vierten Mal in Folge und zum fünften Mal insgesamt stand Nordstoga in 12 Jahren an der Chartspitze. |
| 43. Woche 1 Woche | 1                                      | Vamp                                   | Populas                                | Seit 10 Jahren erreichte jedes Album der Band aus Haugesund Platz eins, zum siebten Mal in Folge stand sie an der Spitze. |
| 44. Woche 1 Woche | 1                                      | 5 Seconds of Summer                    | Sounds Good, Feels Good                | Auch das Debütalbum der australischen Boygroup im Jahr zuvor hatte Platz eins erreicht. |
| 45. Woche 1 Woche (insgesamt 3) | 3                                      | The Weeknd                             | Beauty Behind the Madness              | – |
| 46. Woche 1 Woche | 1                                      | Marcus & Martinus                      | Hei                                    | Die eineiigen Zwillinge gewannen 2012 den norwegischen Jugendwettbewerb Melodi Grand Prix Junior und brachten im März 2015 ihr erstes Album heraus. Mitte des Jahres stieg das Album bis in die Top 10 und nach 36 Wochen in den Charts erreichte es Platz eins.     |
| 47. Woche 1 Woche (insgesamt 2) | 2                                      | Justin Bieber                          | Purpose                                | Einmal stand der Kanadier schon auf Platz eins: 2012 mit Believe. |
| 48.–49. Woche 2 Wochen (insgesamt 7) | 7                                      | Adele                                  | 25                                     | – |
| 50. Woche 1 Woche | 1                                      | Coldplay                               | A Head Full of Dreams                  | – |
| 51. Woche 2015 – 1. Woche 2016 4 Wochen (insgesamt 7) | 7                                      | Adele                                  | 25                                     | – |